# Савкино (Себежский район)
Савкино — деревня в Себежском районе Псковской области России. Входит в состав Красноармейской волости.

## География
В деревне протекает река Неведрянка.

## История
Во время Великой Отечественной войны в деревне шли бои, был взорван железнодорожный мост (1943 год). Несколько домов были сожжены.

## Население
| 2001 | 2002 | 2010 |
| ---- | ---- | ---- |
| 12   | ↘7   | →7   |

Численность населения по данным на конец 2000 года составляла 12 жителей, по данным переписи населения 2002 года — 7 жителей.
За последние несколько лет число местных жителей значительно сократилось. Постоянно проживает несколько человек, но большинство приезжает только на отдых.

### Национальный состав
Согласно результатам переписи 2002 года, в национальной структуре населения русские составляли 100 % от общей численности в 7 чел..

## Инфраструктура
Личное подсобное хозяйство.
Основа экономики — сельское хозяйство.

## Транспорт
Рядом проходит федеральная трасса М9 «Балтия». Автомобильная дорога общего пользования местного значения от а/д «Балтия» до дер. Савкино (идентификационный номер 58-254-830 ОП МП 58Н-107), протяжённостью 4,2 км.
Ближайшая железнодорожная станция Нащёкино в деревне Исаково.